# 2-Thiouracile
Le 2-thiouracile est une base nucléique pyrimidique soufrée dérivée de l'uracile dont le nucléoside correspondant est la 2-thiouridine.